# Abandonada
Abandonada é uma telenovela mexicana produzida pela Televisa e exibida pelo El Canal de las Estrellas entre 16 de abril e 1 de outubro de 1985.
Original de Inés Rodena, foi adaptada por Carlos Romero.
Foi protagonizada por María Sorté e José Alonso e antagonizada por María Rubio e Miguel Ángel Ferriz.

## Sinopse
Daniela é uma menina humilde que se apaixona por Mario Alberto, um jovem rico. Carolina, a mãe de Mario Alberto é estritamente oposta à relação. Mario Alberto seduz Daniela e a deixa grávida para depois abandoná-la a própria sorte. Daniela acredita que ela é incapaz de criar seu próprio filho, mas Ernesto, um homem gentil chega e se apaixona por ela. No entanto, após a morte de seu filho, a rancorosa Carolina, culpando Daniela pelo infortúnio de seu filho, procurará se vingar dela e destruí-la de qualquer maneira.

## Elenco
- María Sorté - Daniela
- José Alonso - Ernesto
- Miguel Ángel Ferriz - Mario Alberto
- María Rubio - Carolina
- Oscar Servin - Joaquín
- Lupita Pallás - Cupertina
- Julio Monterde - Alberto
- Alejandra Ávalos - Alicia
- Mónica Miguel - Luisa
- Ariadna Welter - Lucrecia
- Ricardo Cervantes - Enrique
- Pedro Infante Jr. - Omar
- Yolanda Ciani - Marcia
- Antonio de Hud - Julián
- Gloria Silva - Blanca
- Antonio Henaine - Dionisio
- Antonio Brillas - Martínez
- Lili Inclán - Josefita
- Justo Martínez - Eleuterio
- Ana María Aguirre - Mariana
- Mariana Maesse - China
- Melba Luna - Dominga
- Rocío Sobrado - Milagros
- Edith Kleiman - Doctora
- Marypaz Banquells - Margarita
- Armando Báez - Peña
- Yamil Atala - Chemo
- Diana Xochitl - Julia
- Alfonso Barclay - Elpidio
- Luz Elena Silva - Regina
- Olivia Chavira - Bernarda
- Imperio Vargas - Patricia
- Norma Iturbe - Carmela
- Romy Mendoza - Nelly
- Ana Gloria Blanch - Vecina